# فيروز أباد (بارس أباد)
فيروز أباد هي قرية في مقاطعة بارس أباد، إيران. عدد سكان هذه القرية هو 1,316 في سنة 2006.